# Silvio Micali
Silvio Micali (nascut el 13 d'octubre de 1954) és un informàtic nascut a Palerm que és professor del MIT des de 1983 i treballa al MIT Computer Science and Artificial Intelligence Laboratory. La seva recerca es concentra en teoria de criptografia i seguretat de la informació.

## Educació
Micali es va llicenciar en Matemàtiques a La Sapienza el 1978 i es va doctorar en informàtica a Berkeley el 1982; el seu director de tesi va ser Manuel Blum.

## Recerca
Micali és conegut sobretot pels seus primers treballs en criptografia de clau pública, funcions pseudoaleatòries,  signatures digitals, transferència inconscient, càlcul multipart segur, i és un dels coinventors de les proves de coneixement zero.

## Reconeixements
Micali va guanyar el Premi Gödel el 1993. El 2007, fou seleccionat per l'Acadèmia Nacional de Ciències dels Estats Units i com a Fellow de l'Associació Internacional per a la Recerca Criptològica (IACR). També és membre de la National Academy of Engineering i l'Acadèmia Americana de les Arts i les Ciències. Va obtenir el Premi Turing de l'any 2012 juntament amb Shafi Goldwasser per la seva feina en criptografia.